# تلنسکی (دهانه)
تلنسکی یک دهانه برخوردی در ماه‌ است.